# Землетрус у Токай 1854 року
Землетрус 1854 року в Токай був першим із великих землетрусів в Ансеї (1854–1855). Це сталося близько 09:00 за місцевим часом 23 грудня 1854 року. Він мав магнітуду 8,4 і спричинив руйнівне цунамі. Було зруйновано понад 10,000 будівель, жертв було не менше 2,000.
Це був перший із трьох великих землетрусів в Ансеї ; наступного дня на півдні Хонсю стався землетрус в Ансей-Нанкаї подібного розміру.

## Передумови
Південне узбережжя Хонсю проходить паралельно Нанкайському жолобу, що знаменує заглиблення Філіппінської морської плити під Євразійську плиту. Рух по цій збіжній межі плити призводить до багатьох землетрусів, деякі з них мегаземлетруси. Мегаземлетрус Нанкай має п’ять окремих сегментів (A-E), які можуть розриватися незалежно,  сегменти розривалися або поодиноко, або разом неодноразово протягом останніх 1300 років. Мегаземлетруси на цій структурі, як правило, відбуваються попарно, з відносно невеликим розривом у часі між ними. На додаток до двох подій 1854 року, були подібні землетруси в 1944 і 1946 роках. У кожному випадку північно-східний сегмент розірвався перед південно-західним сегментом.

## Пошкодження

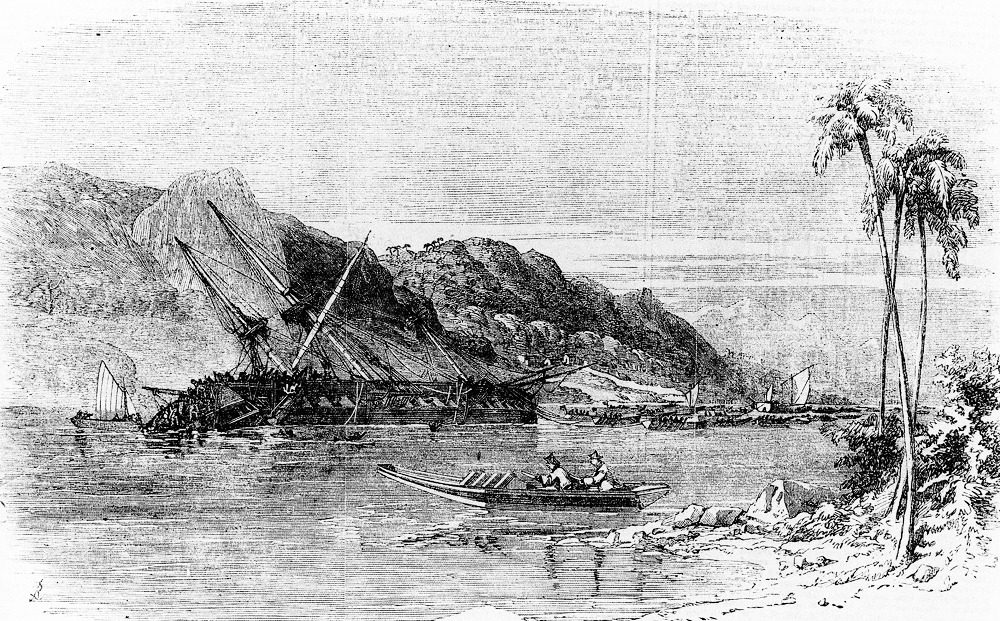
Уламки Діани після землетрусу та цунамі 1854 року в Ансей-Токай, Illustrated London News, 1856.

Значна частина центральної Японії зазнала сейсмічної інтенсивності 5 (за шкалою JMA). Пошкодження від цього землетрусу були особливо сильними в прибережних районах префектури Сідзуока від Нумазу до річки Тенрю, багато будинків було пошкоджено або зруйновано.
На східній стороні півострова Ідзу, Шімода постраждала від цунамі через годину після землетрусу. Серія з дев'яти хвиль вразила місто, зруйнувавши 840 будинків і забравши 122 життів. Діану, флагман російського адмірала Путятина в Японії для ведення переговорів щодо переговорів про Шимодський договір, обертали 42 рази на своїх причалах і настільки сильно пошкодили, що вона потонула під час пізнішого шторму.
У затоці Суруга, на західній стороні півострова Ізу, село Ірума було зруйновано і був нанесений піщаний купол 10 м у висоту, на якому пізніше було реконструйовано село.

## Характеристика

### Землетрус
Площа розриву, магнітуда та епіцентр були оцінені на основі вимірювань інтенсивності сейсмічних даних, інформації про час прибуття цунамі та доказів косейсмічного підйому / просідання.

### Цунамі
У більшості уражених районів висота розбігу була в межах 4–6м. В Ірумі висота розбігу 13,2 і 16,5 м були виміряні, набагато вище, ніж більшість прилеглої території. Це й осадження незвичайного піщаного купола, обсяг якого, за оцінками, становить 700,000 м3, тлумачиться, що це було викликано ефектами резонансу у V-подібній бухті Ірума.

## Дивитися також
- Список землетрусів в Японії
- Список історичних землетрусів
- Список історичних цунамі